# Darren Fletcher
Darren Barr Fletcher (født 1. februar 1984 i Dalkeith, Skotland) er en tidligere skotsk fodboldspiller, der i øjeblikket er teknisk direktør hos premier league-klubben Manchester United.

## Klubkarriere
Fletcher startede karrieren i Manchester United. Fletcher tilsluttede sig Manchester United på en lærlingekontrakt i juli 2000, og han skrev under på en professionel kontrakt i februar 2001. Til at begynde med spillede han som højre midtbane ligesom David Beckham, og mange regnede med, at han ville bryde igennem på førsteholdet med lethed, og at han ville blive der i mange år. I sine første sæsoner i klubben begyndte han, selvom han var meget præget af skader, at udvikle sig mere og mere til at spille på den centrale midtbane.
I 2003-04-sæsonen spillede Fletcher mere og mere for Manchester United, og han spillede mange vigtige kampe, blandt andet FA Cup-finalesejren over Millwall i maj 2004. 
Til trods for en sløv start i 2004-05-sæsonen, hvor han i den første del af sæsonen kun spillede meget få konkurrencedygtige kampe, brød han alligevel igen ind på Uniteds førstehold. Den 1. januar 2005 scorede Fletcher sit første mål for United i en 2-0-sejr over Middlesbrough.
Fletcher var en af de spillere, der blev udsat for kritik af klubkaptajnen Roy Keane efter Uniteds 4-1-nederlag til Middlesbrough i oktober 2005. Keane kom med udtalelsen: "Jeg kan ikke forstå, hvorfor folk i Skotland taler godt om Darren Fletcher hele tiden." Dog forsøgte Keane at skjule sin direkte dårlige kritik, da han senere berettede: "Hvis I hører nogle af mine kommentarer over de sidste to eller tre år, hvis jeg har givet nogen spiller anerkendelse i løbet af årene, ville det være Fletch. Fletch vil fortælle jer det selv." Fletcher svarede på en måde på kritikken den 6. november 2005, med sin indsats i den meget vigtige ligakamp hjemme mod Chelsea, hvor han scorede det eneste mål i kampen på et hovedstød. Hans vindermål stoppede Chelseas fyrrekamps ubesejrede løb i Premier League.
I starten af 2006-07-sæsonen bevarede han sin plads på førsteholdet, men dog stadig kun på bænken, og han scorede i en udesejr mod Charlton Athletic, han scorede vindermålet i udekampen mod Middlesbrough i december og endnu et hovedstødsmål i hjemmekampen mod Charlton i februar, og han havde nu gjort det to gange mod klubben den sæson. Som sæsonen gik foretrak Alex Ferguson, at midtbanekvartetten bestående af Cristiano Ronaldo, Paul Scholes, Michael Carrick og Ryan Giggs skulle indskrænkes i spilletid, så Fletcher også kunne komme til at spille noget mere. Da Paul Scholes var fraværende på grund af karantæne, startede Fletcher inde i Uniteds 7-1-sejr mod AS Roma i Champions League-kvartfinalen.
I 2007-08-sæsonen med de nye ankomster til klubben af playmakerne Owen Hargreaves og Anderson og fløjen Nani, spillede Fletcher endnu mindre end i den forrige sæson, og rygterne gik på et tidspunkt på, at han ville forlade klubben på grund af utilfredshed med manglende spilletid. Ligesom som tidligere opfordrede Ferguson Carrick, Scholes, Giggs og Ronaldo til at lade Fletcher spille på midtbanen, men han spillede dog stadig mindre end de nyankommende. Alligevel imponerede han i mange af de optrædener, han fik. Dette omfatter blandt andet de to mål, han scorede i Uniteds 4-0-sejr på Old Trafford i fjerde runde af FA Cup mod Arsenal.
I 2008-09-sæsonen startede han inde i de to første kampe på grund af de skadede spillere Carrick og Ronaldo. Han scorede mod Newcastle United på Old Trafford i Manchester Uniteds første Premier League-kamp i sæsonen, som dog endte 1-1 efter Obafemi Martins' mål. Fletcher scorede sit andet mål i sæsonstarten med scoringen mod Portsmouth i kampen efter med et oplæg fra Patrice Evra. Han fik senere et gult kort i det 93. minut, og kampen endte 1-0.
Den 3. oktober 2008 forlængede Fletcher sin kontrakt med tre år i Manchester United, der betyder at han bliver i klubben indtil 2012. Fletcher scorede sit tredje mål i sæsonen mod Everton den 25. oktober. Han scorede senere i FIFA Club World Cup 2008-semifinalen mod Gamba Osaka den 18. december 2008, efter at han var kommet ind fra bænken. I det andet opgør af Champions League-semifinalen mod Arsenal den 5. maj 2009 fik Fletcher det røde kort, og på grund af udvisningen var han udelukket fra den efterfølgende Champions League-finale. Der har været forslag om at denne beslutning skulle annulleres, men på trods af den fejlagtige forseelse af dommeren, er der ikke nogen klageprocedure for røde kort i UEFA-sammenhæng. Manchester United kom med en appel til UEFA om at få det røde kort annulleret med hensyn til 'barmhjertige' grunde den 7. maj 2009, men den blev afslået den 11. maj.

## International karriere
Fletcher har fået etableret sig selv som en fast spiller for Skotland, da han scorede sit første mål i en 1-0-sejr mod Litauen, da han kom ind fra bænken kun efter hans anden kamp. Hans mål førte Skotland til play-off-kampene til EM i fodbold 2004. Den 26. maj 2004 var han anfører for Skotland i en venskabskamp mod Estland i Tallinn. Dette gjorde ham den yngste Skotland-anfører siden John Lambie fra Queen's Park, som havde ført truppen til at vinde 7-2 over Irland lørdag den 20. marts 1986. Lambie var kun 17 år og 92 dage.
Fletchers forbedring på landsholdet blev bevist, efter at han scorede et 25-meters mål i oktober 2005 i VM-kvalifikationen mod Slovenien. Fletcher var Skotlands vice-anfører lige under anføreren Alex McLeish, der vikarierede for den fraværende faste kaptajn Barry Ferguson, men da George Burley tog over som manager, fik Stephen McManus tildelt vice-anfører-tjansen. Fletcher har været anfører for sit land fire gange.

### Internationale mål
Scoringer og resultater (Skotlands mål først).
| # | Dato              | Sted                   | Modstander         | Scoring | Resultat                                             | Konkurrence                         |
| - | ----------------- | ---------------------- | ------------------ | ------- | ---------------------------------------------------- | ----------------------------------- |
| 1 | 11. oktober 2003  | Hampden Park, Glasgow  | Litauen            | 1-0     | 1-0Arkiveret 23. oktober 2012 hos Wayback Machine    | Kvalifikation til EM i fodbold 2004 |
| 2 | 30. maj 2004      | Easter Road, Edinburgh | Trinidad og Tobago | 1-0     | 4-1 Arkiveret 15. juni 2004 hos Wayback Machine      | Venskabskamp                        |
| 3 | 12. oktober 2005  | Arena Petrol, Celje    | Slovenien          | 1-0     | 3-0 Arkiveret 26. september 2006 hos Wayback Machine | Kvalifikation til VM i fodbold 2006 |
| 4 | 2. september 2006 | Celtic Park, Glasgow   | Færøerne           | 1-0     | 6-0 Arkiveret 5. august 2017 hos Wayback Machine     | Kvalifikation til EM i fodbold 2008 |

## Personligt liv
Fletcher er far til to tvillingedrenge, der hedder Jack og Tyler (født 2007), som han fik sammen med sin engelske kæreste Hayley Grice. I februar 2009 blev Grice truet af indbrudstyve med knive, efter at de var brudt ind i huset. Hændelsen skete i mens Fletcher var i Italien for at spille Manchester Uniteds Champions League-kamp mod Internazionale.
Fletcher er involveret i et program til at fremme "Døvefodbold" for ungdomsspillere. Programmet bliver kørt af Manchester United Foundation og the National Deaf Children's Society.

## Karrierestatistikker
| Klub              | Sæson   | Liga | Liga | FA Cup | FA Cup | League Cup | League Cup | Europa | Europa | Andre | Andre | I alt | I alt |
| Klub              | Sæson   | Kmp  | Mål  | Kmp    | Mål    | Kmp        | Mål        | Kmp    | Mål    | Kmp   | Mål   | Kmp   | Mål   |
| ----------------- | ------- | ---- | ---- | ------ | ------ | ---------- | ---------- | ------ | ------ | ----- | ----- | ----- | ----- |
| Manchester United | 2002-03 | 0    | 0    | 0      | 0      | 0          | 0          | 2      | 0      | 0     | 0     | 2     | 0     |
| Manchester United | 2003-04 | 22   | 0    | 5      | 0      | 2          | 0          | 6      | 0      | 0     | 0     | 35    | 0     |
| Manchester United | 2004-05 | 18   | 3    | 3      | 0      | 3          | 0          | 5      | 0      | 1     | 0     | 30    | 3     |
| Manchester United | 2005-06 | 27   | 1    | 3      | 0      | 4          | 0          | 7      | 0      | 0     | 0     | 41    | 1     |
| Manchester United | 2006-07 | 24   | 3    | 6      | 0      | 1          | 0          | 9      | 0      | 0     | 0     | 40    | 3     |
| Manchester United | 2007-08 | 16   | 0    | 1      | 2      | 0          | 0          | 6      | 0      | 1     | 0     | 24    | 2     |
| Manchester United | 2008-09 | 23   | 3    | 3      | 0      | 1          | 0          | 8      | 0      | 4     | 1     | 39    | 4     |
| I alt             | I alt   | 130  | 10   | 21     | 2      | 11         | 0          | 43     | 0      | 6     | 1     | 211   | 13    |

Statistikkerne er sidst opdateret 5. maj 2009

## Hæder

### Klub

#### Manchester United
- Premier League (3): 2006–07, 2007–08, 2008–09
- FA Cup (1): 2003–04
- Football League Cup (1): 2005–06
- FA Community Shield (3): 2003, 2007, 2008
- UEFA Champions League (1): 2007–08
- FIFA Club World Cup (1): 2008

### Landshold

#### Skotland
- Kirin Cup (1): 2006